# POLR3G
POLR3G‏ (RNA polymerase III subunit G) هوَ بروتين يُشَفر بواسطة جين POLR3G في الإنسان.